# HMS Hood (1891)
HMS Hood – brytyjski pancernik z przełomu XIX i XX wieku. Był zmodyfikowanym okrętem typu Royal Sovereign.

## Konstrukcja
Pancerniki typu Royal Sovereign zostały zaprojektowane przez sir Williama White'a. W momencie oddania do służby były najpotężniejszymi okrętami wojennymi na świecie.
HMS „Hood” różnił się od pozostałych okrętów tego typu tym, że jego artyleria główna kalibru 343 mm była umieszczona w dwóch dwudziałowych wieżach (starego typu), a nie w barbetach. Dlatego niekiedy jest klasyfikowany jako odrębny typ pancernika. Artyleria średnia składała się z 10 dział kalibru 152 mm, a lekka z 10 dział 57 mm i 12 dział 47 mm. Pancernik posiadał także siedem wyrzutni torpedowych (cztery nawodne i trzy poniżej linii wodnej). Opancerzenie miało grubość 457 mm w pasie głównym, zmniejszając się po stronie dziobowej i rufowej do 356 mm, a na pokładzie wynosiło 76 mm. Wieże miały pancerz 437 mm.

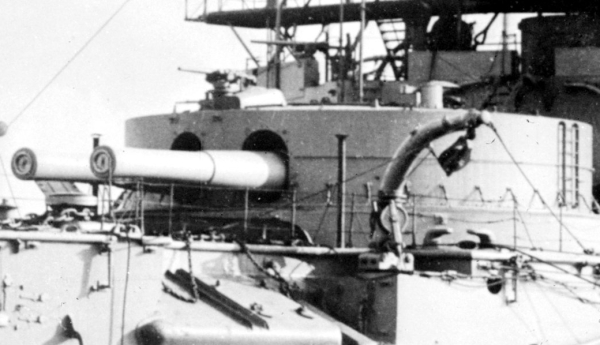
Dziobowa wieża dział 343 mm.

Z uwagi na masę wież artyleryjskich „Hood” miał wyraźnie niższą wolną burtę od pozostałych okrętów typu Royal Sovereign. Przy wzburzonym morzu osiągał dużo niższą prędkość od pozostałych okrętów tego typu. W 1894 roku otrzymał stępkę przechyłową, co poprawiło jego właściwości morskie.
W 1904 roku przeszedł modernizację, podczas której m.in. zdjęto działa kal. 152 mm z górnego pokładu.
Porównanie walorów „Hooda” i pozostałych pancerników tego typu sprawiło, że Admiralicja zdecydowała, że kolejne pancerniki będą wyposażone w barbety, a nie wieże artyleryjskie starego typu. Późniejsze wieże artyleryjskie wywodzą się właśnie z barbet.

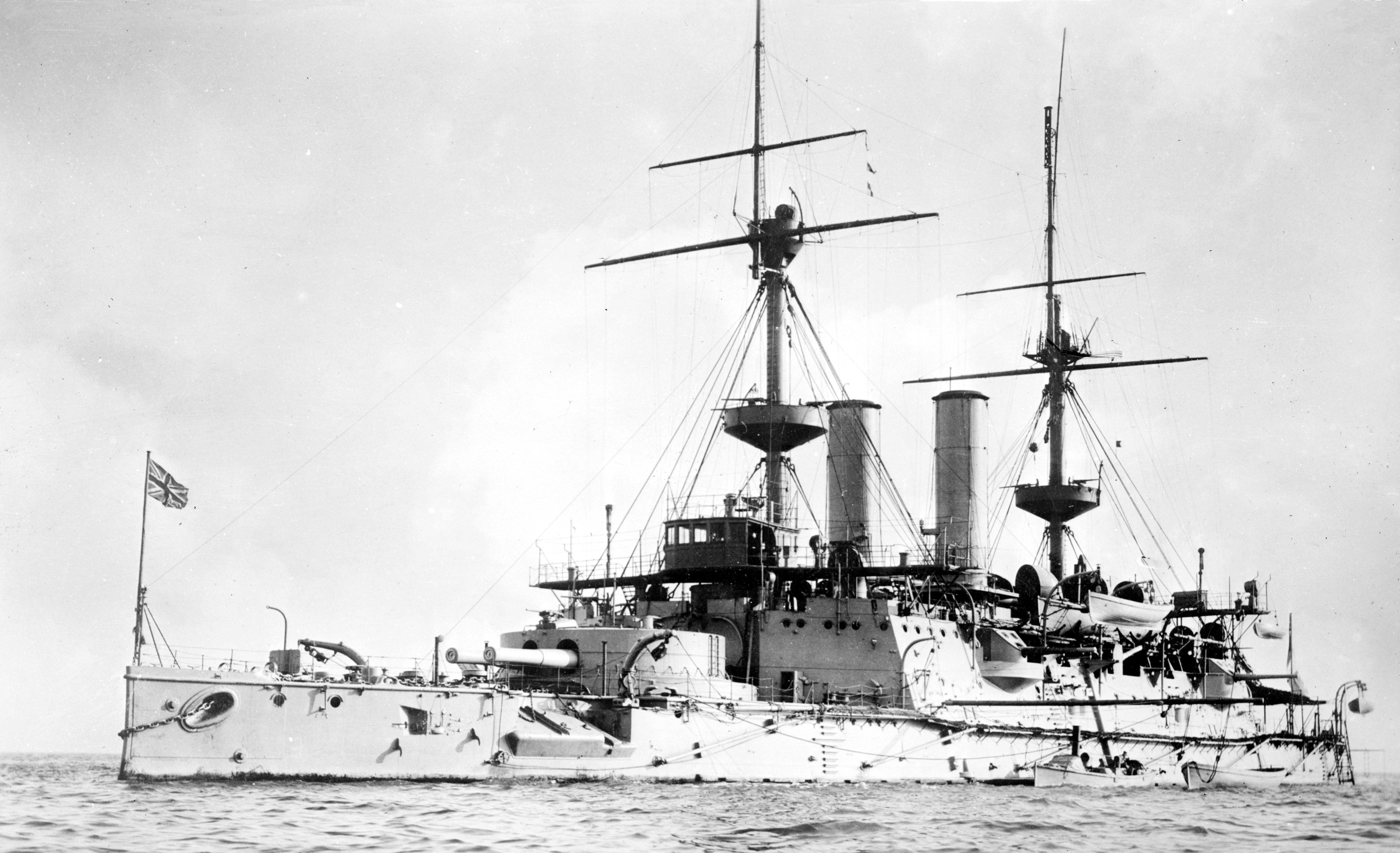

## Historia służby
Stępkę pod budowę HMS „Hood” położono 12 sierpnia 1889 roku w stoczni Chatham Dockyard. Wodowanie miało miejsce 30 lipca 1891 roku, wejście do służby 1 czerwca 1893 roku.
Od czerwca 1893 roku do 1900 roku służył we Flocie Śródziemnomorskiej. W 1897 i 1898 roku należał do eskadry chroniącej porządek podczas antytureckiego powstania na Krecie. Po pobycie w Pembroke Dock ponownie stacjonował na Morzu Śródziemnym do grudnia 1902 roku. Od czerwca 1903 roku w Home Fleet, a od 1905 roku był w rezerwie. Od 1909 częściowo rozbrojony służył jako okręt koszarowy w Queenstown w Irlandii. 
W 1913 i 1914 roku był używany do pierwszych testów z bąblami przeciwtorpedowymi. W listopadzie 1914 roku został zatopiony jako okręt blokadowy u wejścia do portu Portland.